# Chiesa di Santa Maria ad Nives (Faenza)
La chiesa di Santa Maria ad Nives è un luogo di culto di Faenza.
Situata fuori dalle mura  manfrediane, che la ingloberà dopo il 1450, la chiesa aveva il nome di Santa Maria Foris Portam; poi venne soprannominata anche Santa Maria Vecchia per distinguerla dalla Nuova o chiesa di Santa Maria dell'Angelo.

## Storia

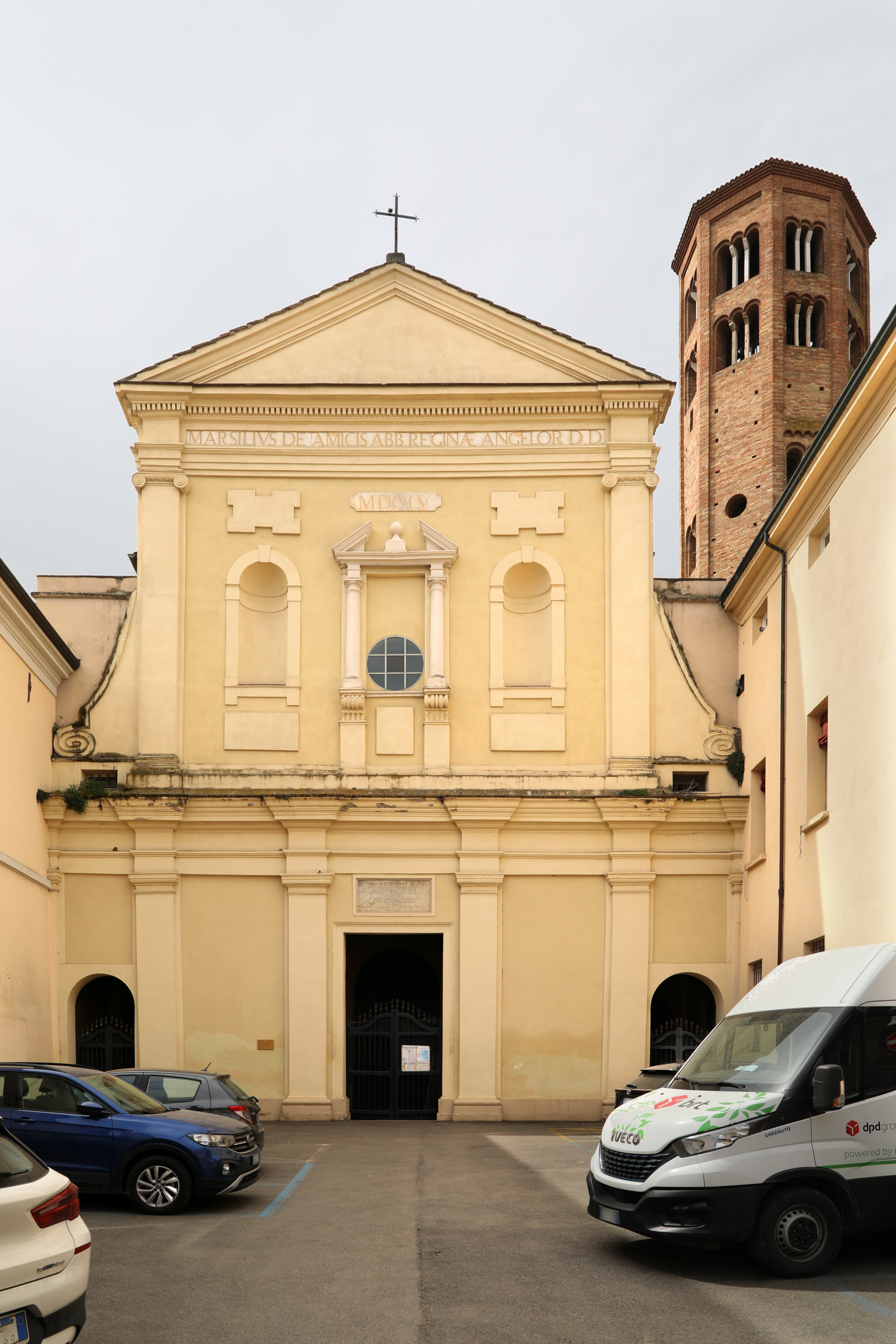
Facciata

Le prime fonti sulla chiesa sono riportate dal Maestro Tolosano († 1226), il quale riferisce che la chiesa era la cattedrale della Diocesi di Faenza e che da qui fu trasferita dalla pieve cittadina di San Pietro in seguito ad una strage operata dal re longobardo Liutprando nel 740 durante la funzione del sabato di Pasqua.

Ciò che scrive Tolosano è confermato da altre fonti, secondo le quali Santa Maria ad Nives fu scelta come sede vescovile dopo che un incendio distrusse l'allora cattedrale della pieve di san Pietro intra moenia. La circostanza è stata suffragata da scavi archeologici alla fine del XX secolo. Infine, negli studi del Giovanni Maria Bertucci senior, alla chiesa era accostato un edificio circolare, che a molti sembra un battistero.
Altri studiosi sostengono invece che la chiesa fosse una chiesa cimiteriale.
La storia della Chiesa è legata agl'ordini religiosi. A partire dall'anno 740 vi si insediarono i monaci benedettini provenienti da Santa Maria in Afri (Tredozio, nell'Appennino forlivese), detti anche "Benedettini neri". Vi si venerava un'immagine affrescata della Vergine che, secondo la tradizione, era stata dipinta da un angelo (ab Angelo picta). 
Nel 1168 la chiesa fu ceduta ai monaci di Fonte Avellana. Intorno al 1400 fu realizzata una tavola dipinta che riproduceva l'immagine mariana dell'affresco. Nel 1515 la chiesa venne ceduta ai Cistercensi. I monaci di Citeaux rimasero per ultimi sino al 1778, quando si trasferirono presso la chiesa che attualmente prende il nome di Santa Maria Nuova, portandosi dietro le spoglie di san Pier Damiani, le suppellettili e il quadro con l'immagine della Madonna.

## Descrizione
In origine era orientata come tutte le chiese paleocristiane con l'abside rivolta ad est e si pensa anche che fosse la prima cattedrale della città di Faenza. Di quel periodo rimangono la parte superiore delle fiancate con arcate cieche attorno alle grandi finestre tipiche delle basiliche ravennate e le due colonne interne di breccia africana con capitelli in marmo finissimamente scolpiti, collocate ai lati dell'ingresso della chiesa, che, una tradizione devozionale vuole che, toccandola con mani e capo, si ottenga la protezione di San Pier Damiani.
L'interno odierno venne costruito nel 1655 da Bartolomeo Sauli, che invertì l'orientamento della chiesa preesistente, ampliò molto gli spazi e creò, dove c'era l'abside della vecchia chiesa, un nuovo ingresso preceduto da un portico.
Oggi l'interno stupisce per l'ariosità e la maestosità.

### Il campanile

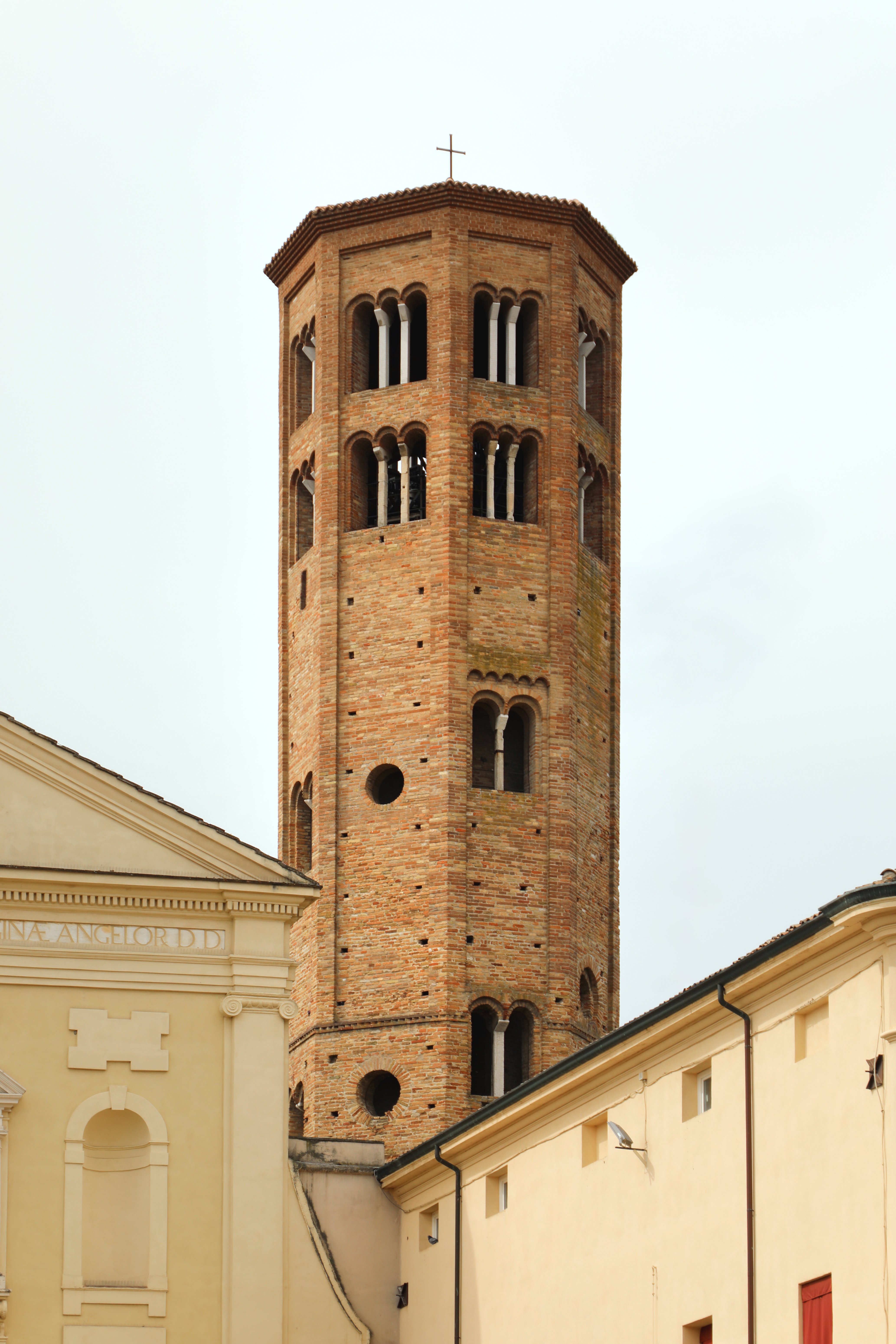
Il campanile

Costruito tra il IX e il X secolo, il campanile a pianta ottagonale, con anima cilindrica e rampa tra le due strutture, ha due celle: la prima alla quale si accede salendo per prima, che fu costruita intorno all'anno 1000, su 6 colonnette, con una bellissima volta stellare, mentre la seconda è la cella campanaria. La croce posta in cima al campanile è a 40 metri dal suolo.
Subì numerosi rimaneggiamenti e restauri: nel XV secolo si chiusero le trifore per quattro degl'otto lati  per dargli maggiore stabilità, mentre nel primo novecento vi era cresciuto sulla cima un albero di fico, probabilmente il seme portato dagli uccelli. Evento culmine fu il secondo conflitto mondiale: bersaglio delle artiglierie inglesi fu praticamente distrutto. Le foto conservate presso l'ingresso della chiesa documentano lo stato del campanile dopo la fine della guerra. Nella fase di ricostruzione si decise di tornare all'ipotetica forma originaria e al tetto piatto. Da base squadrata, su speroni, si sviluppa l'ottagono, circondato da monofore, oculi, feritoie, sino ad arrivare alle bellissime trifore (alcune originali) in due ordini sovrapposti nella cella campanaria.
Nella cella campanaria sono presenti 5 campane. Una, fabbricata nel 1331, di forma oblunga, fu spezzata il 4 dicembre 1944 ed era irrimediabilmente danneggiata, mentre le altre erano state asportate per fonderle ad uso bellico. Le nuove 5 campane, fuse dalla fonderia Pasqualini di Fermo (AP), furono issate nel 1952 dedicate: Angelo Custode (147 kg), San Pier Damiani (204 kg), San Severo (355 kg), Madonna della Neve (500 kg) e l'ultima da 695 kg. Volute fortemente dall'allora parroco Luigi Tellarini, che non riuscì a udire il loro suono. Difatti, il primo concerto delle nuove campane, fu suonato in occasione della sua scomparsa avvenuta nel 1952.
Nel 2018, in sostituzione delle precedenti (qualitativamente molto scadenti), la chiesa è stata dotata di un nuovo concerto di 5 campane fuse dalla fonderia Allanconi di Bolzone di Ripalta Cremasca (CR), intonate in Fa3-Sib3-Do4-Re4-Fa4, in modo da formare due concerti distinti: "quarto in tono di sesta" se si usano le 4 campane più grosse (Fa3-Sib3-Do4-Re4) e "quarto in tono maggiore" se si usano le 4 campane più piccole (Sib3-Do4-Re4-Fa4). Le campane sono montate "alla bolognese" e completamente manuali, e vengono regolarmente suonate "a doppio" dai campanari locali.